# Detención de Isaías Medina Angarita
La detención de Isaías Medina Angarita, presidente de Venezuela, fue uno de los eventos del golpe de Estado de 1945, autodenominado la Revolución de Octubre, que terminó con el gobierno militar de Medina. El presidente Medina pasó varias semanas en detención hasta que fue desterrado, exiliándose junto con su familia en Estados Unidos.

## Antecedentes
El gobierno de Medina era el cuarto de una serie de gobiernos militares tachirenses que llegaron al poder tras la Revolución Liberal Restauradora en 1899 y derivaron en el gomecismo tras el golpe de Estado del ministro Juan Vicente Gómez en 1908. Tras la muerte de Gómez, su ministro de Guerra, Eleazar López Contreras, fue electo por el Congreso de la dictadura gomecista para ser presidente. López Contreras lideró un régimen híbrido, promoviendo la presidencia de su propio ministro de Guerra, Isaías Medina, esperando inicialmente obtener el poder de regreso tras la presidencia de este.
En 1945 la oposición liderada por Rómulo Betancourt llegó a un acuerdo con el sucesor elegido de Medina, Diógenes Escalante, para legalizar el voto directo para las elecciones presidenciales, pero Escalante vio deteriorada su salud mental al regresar a Venezuela, por lo que fue descartado para la presidencia. Sin un aval gubernamental para la legalización del voto directo, el 13 de octubre de ese año, AD llamó a la abstención en las próximas elecciones presidenciales. Paralelo a eso y en secreto, la Unión Patriótica Militar (representada por Marcos Pérez Jiménez, Francisco Gutiérrez y Horacio López Conde) y los dirigentes de AD (representados por Betancourt y Raúl Leoni) conspiraron para llevar a cabo el golpe de Estado de 1945, donde los militares propusieron formar un gobierno presidido por Betancourt.

## Detención
El presidente Isaías Medina Angarita fue detenido durante varias semanas y luego fue expulsado del país, al igual que el expresidente Eleazar López Contreras, exiliándose junto con su familia en Estados Unidos.